# Barbara Radziwiłłówna
Barbara Radziwiłłówna (ur. 6 grudnia 1520–1523 w Wilnie, zm. 8 maja 1551 w Krakowie) – druga małżonka Zygmunta II Augusta, królowa polska, wielka księżna litewska.
Trzecia polska królowa niedynastycznego pochodzenia, po Elżbiecie z Pilczy (która była jej prapraprababką) i Barbarze Zápolyi.
Po śmierci pierwszego męża nawiązała romans z młodym królem, który poślubił ją w roku 1547, po śmierci pierwszej małżonki. Ślub zawarto w sekrecie oraz bez zgody rodziców i bez zasięgnięcia opinii rady, w celu zalegalizowania potomka, którego jakoby spodziewała się Barbara. Ujawnienie mezaliansu spowodowało wielki skandal i ostrą kampanię przeciwko uznaniu ważności małżeństwa monarchy z poddaną, rozpoczynając walkę Zygmunta Augusta o koronację małżonki. Barbarę Radziwiłłównę nazywano publicznie wielką nierządnicą litewską, używając również wyrażeń niecenzuralnych, wyliczano jej rzekomych kochanków, a nawet atakowano słownie podczas bezpośrednich spotkań. Barbara została ostatecznie koronowana na pół roku przed swoją śmiercią, która nastąpiła po długiej i ciężkiej chorobie.
Postać wzbudzająca wiele kontrowersji i sprzecznych opinii. Bohaterka wielu utworów literackich, filmowych i plastycznych oraz prac naukowych.

## Życiorys

### Pochodzenie
Barbara Radziwiłłówna była córką kasztelana wileńskiego i hetmana wielkiego litewskiego Jerzego Radziwiłła i Barbary z Kołów, siostrą hetmana Mikołaja Radziwiłła, zwanego Rudym. Poprzez matkę była potomkinią królowej Polski Elżbiety Pileckiej, trzeciej żony Władysława Jagiełły.

### Data urodzenia
Dzień i miesiąc narodzin Barbary Radziwiłłówny są pewne, ponieważ zostały odnotowane za jej życia w rachunkach królewskich za rok 1549. Barbara Radziwiłłówna z pewnością urodziła się 6 grudnia. Natomiast data roczna narodzin królowej, znana z kilku przekazów, może być różnie interpretowana, zamykając się jednak w granicach lat 1520–1523.
Opierając się na rękopiśmiennym rodowodzie, znajdującym się w zbiorach rodzinnych Radziwiłów, w XIX w. Edward Kotłubaj za datę narodzin Barbary Radziwiłłówny uznał rok 1520. Jednakże w „De origine gentis Radiviliae” Salomon Rysiński wskazywał rok 1522, zaś metryczka przyszyta do sukni królowej, którą odkryto w 1931 r. podczas badań podziemi wileńskiej katedry, odnosiła się do roku 1523.

### Małżeństwa
18 maja 1537 r. poślubiła w Gieranojach Stanisława Gasztołda, wojewodę nowogródzkiego, a potem trockiego, po czterech latach małżeństwa owdowiała. Na Stanisławie wygasł ród Gasztołdów. W myśl zasad prawa litewskiego po wygaśnięciu w linii męskiej rodu dobra przypadały wielkiemu księciu. Opiekun Barbary, jej brat, Mikołaj Rudy, zwrócił się o pomoc do królowej Bony (chodziło o możliwość korzystania chociaż z części dóbr ziemskich). W październiku 1543 r. nastąpiło wydarzenie, które zmieniło całe życie Barbary. Do Gieranojów przyjechał król Zygmunt August. Oficjalnym celem wizyty było załatwienie spraw spadkowych po Gasztołdach. Wówczas prawdopodobnie nastąpiło pierwsze zbliżenie pomiędzy późniejszymi małżonkami. Pobyt króla został wtedy przedłużony, oficjalnie z powodu szerzącej się zarazy. Romans był kontynuowany w Wilnie, w tym czasie Zygmunt August był jeszcze małżonkiem Elżbiety Austriaczki.
Dopiero gdy król został wdowcem, zawarł potajemny ślub z Barbarą w 1547 roku. Małżeństwo wywołało burzę wśród szlachty i spotkało się ze sprzeciwem Zygmunta Starego i Bony. Na sejmie piotrkowskim 1548, senatorowie pod wodzą prymasa Mikołaja Dzierzgowskiego, Piotra Kmity, Jana Tęczyńskiego, Andrzeja Górki i Izba Poselska z Piotrem Boratyńskim i Stanisławem Podlodowskim na czele, żądali unieważnienia małżeństwa. Król odparł wszystkie ataki, stanowczością i energią zmusił wszystkich po kolei oponentów do uległości, doprowadził do koronacji Barbary, która była od tej pory była tytułowana: "z Bożej łaski królowa polska, wielka księżna litewska, ruska, pruska, mazowiecka".
Barbara Radziwiłłówna została koronowana na królową Polski 7 grudnia 1550 r. Jej małżeństwo podniosło znaczenie rodu Radziwiłłów i innych rodów litewskich, co spotkało się z oporem szlachty i magnaterii polskiej. Według historyków przyczyną śmierci Barbary był rak szyjki macicy, a według napisanej książki w 2013 roku autorstwa dr. Janusza Kubickiego pt. Żony królów i władców Polski. Historia i medycyna królowa zmarła na kiłę, co zostało jednak wykluczone przez badania przeprowadzone na szczątkach królowej w Wilnie. Według ówczesnych pogłosek mogła zostać zatruta przez teściową Bonę Sforzę. Po przedwczesnej śmierci, pochowana została 24 czerwca 1551 w katedrze wileńskiej.

## Barbara Radziwiłłówna w kulturze
Jej losy stały się tematem wielu utworów dramatycznych (Alojzego Felińskiego Barbara Radziwiłłówna. Tragedia w pięciu aktach, Franciszka Wężyka, Antoniego Odyńca, Stanisława Wyspiańskiego, Lucjana Rydla) i dzieł filmowych (serial TVP Królowa Bona w reżyserii Janusza Majewskiego oraz filmy kinowe z 1936 i 1982 r. – w roli Barbary wystąpiły odpowiednio Jadwiga Smosarska i Anna Dymna). Historycy (Karol Szajnocha, Julian Bartoszewicz), przedstawiając Barbarę Radziwiłłównę na podstawie dokumentów, obniżają wyidealizowany przez legendę i poezję jej charakter i podkreślają cechy ujemne: dumę, ambicję, kapryśność czy rozwiązłość seksualną (mówiono o jej 38 kochankach).

## Galeria

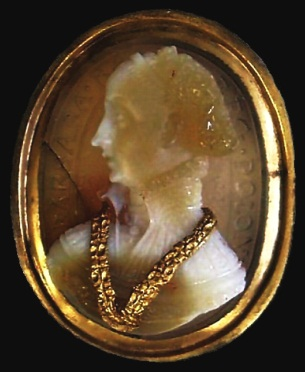
Królowa Barbara Radziwiłłówna – kamea autorstwa Caraglia, ok. 1550 r.
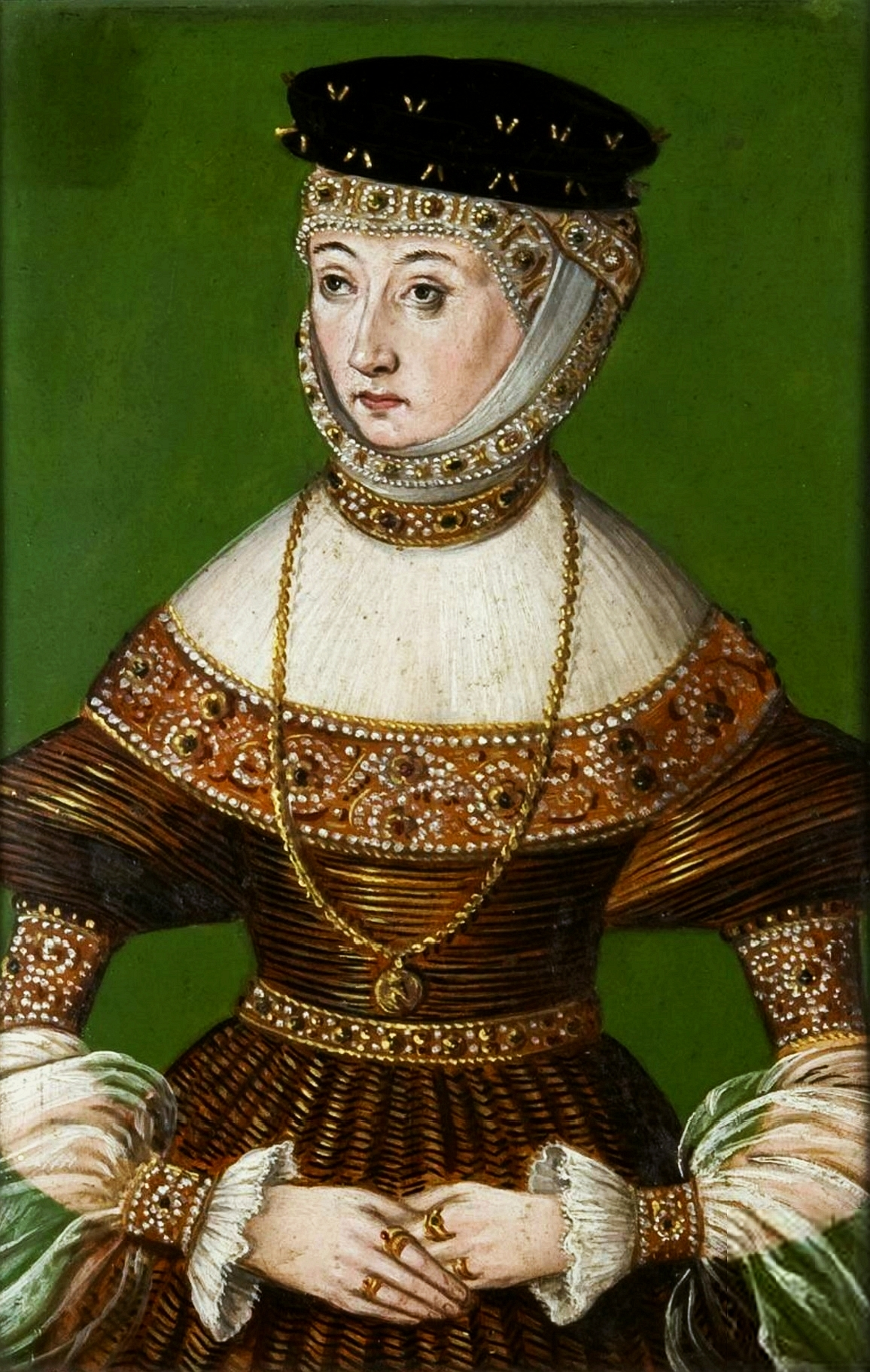
Miniatura Barbary Radziwiłłówny z cyklu portretów żon Zygmunta Augusta, 1550 r.
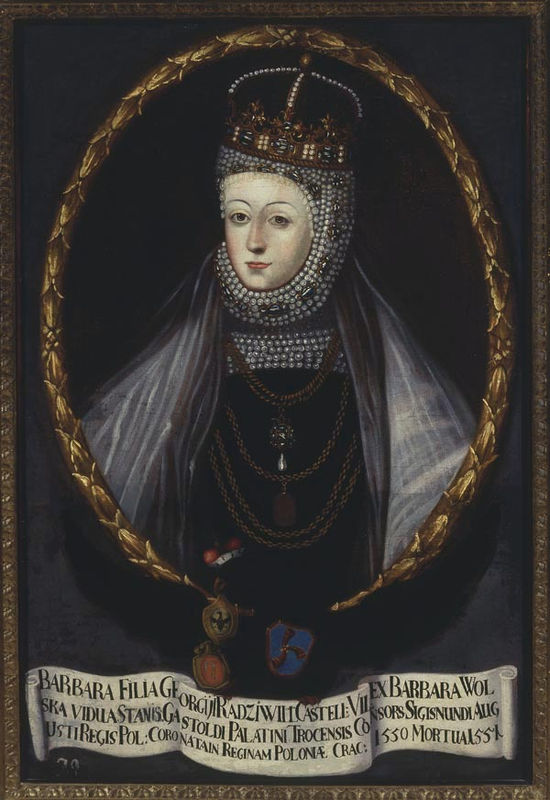
Barbara Radziwiłłówna w stroju koronacyjnym, ok. 1730–1737
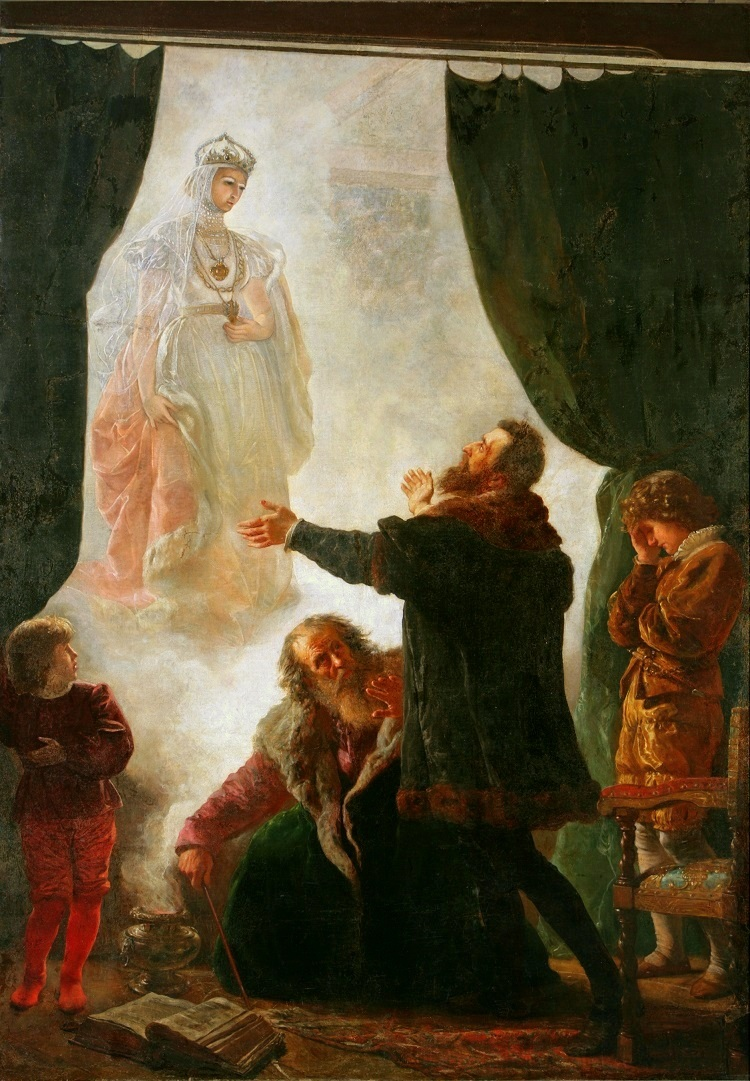
Duch Barbary Radziwiłłówny, obraz autorstwa Wojciecha Gersona, 1886 r.
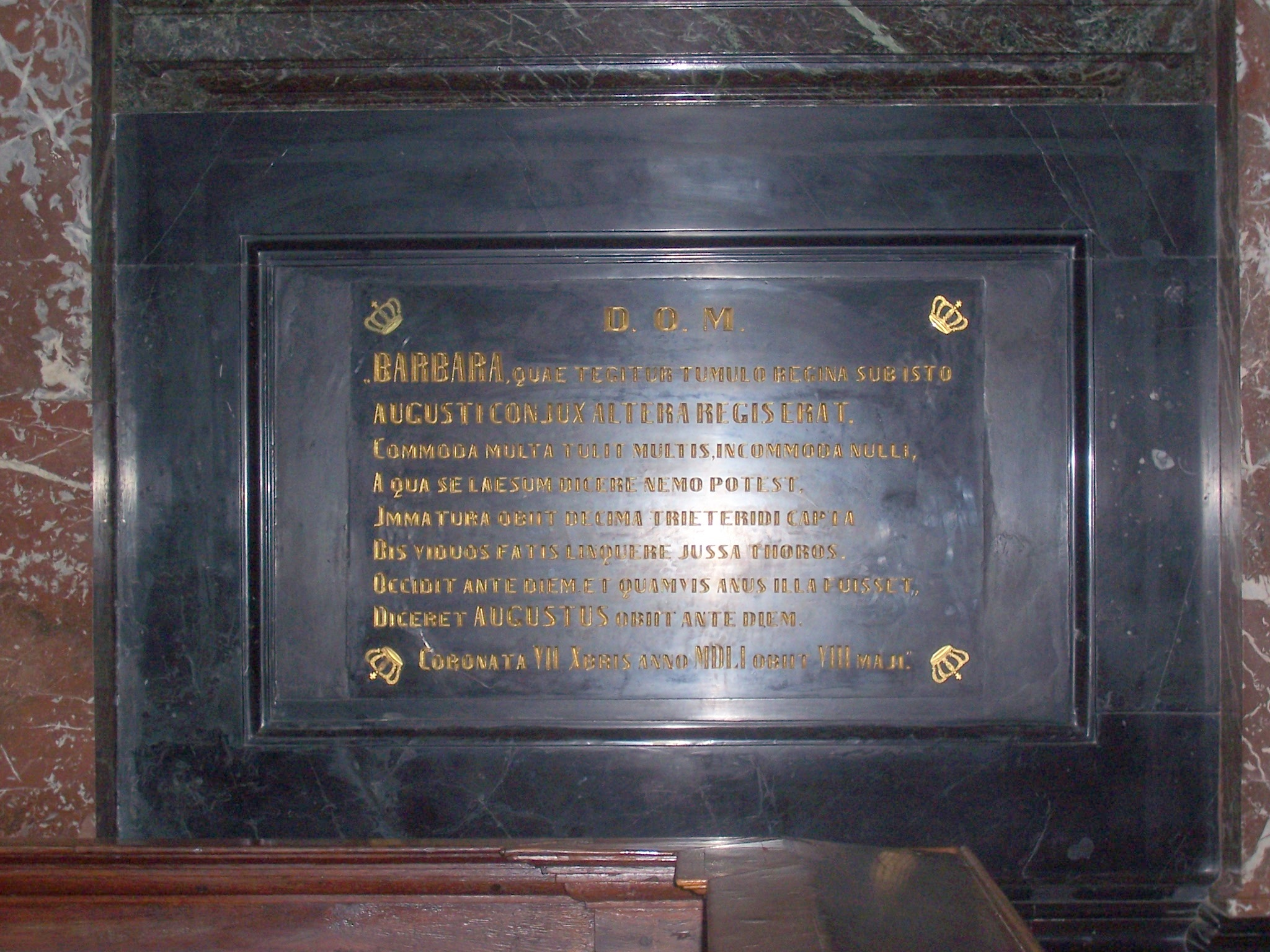
Grób królowej Barbary w katedrze wileńskiej
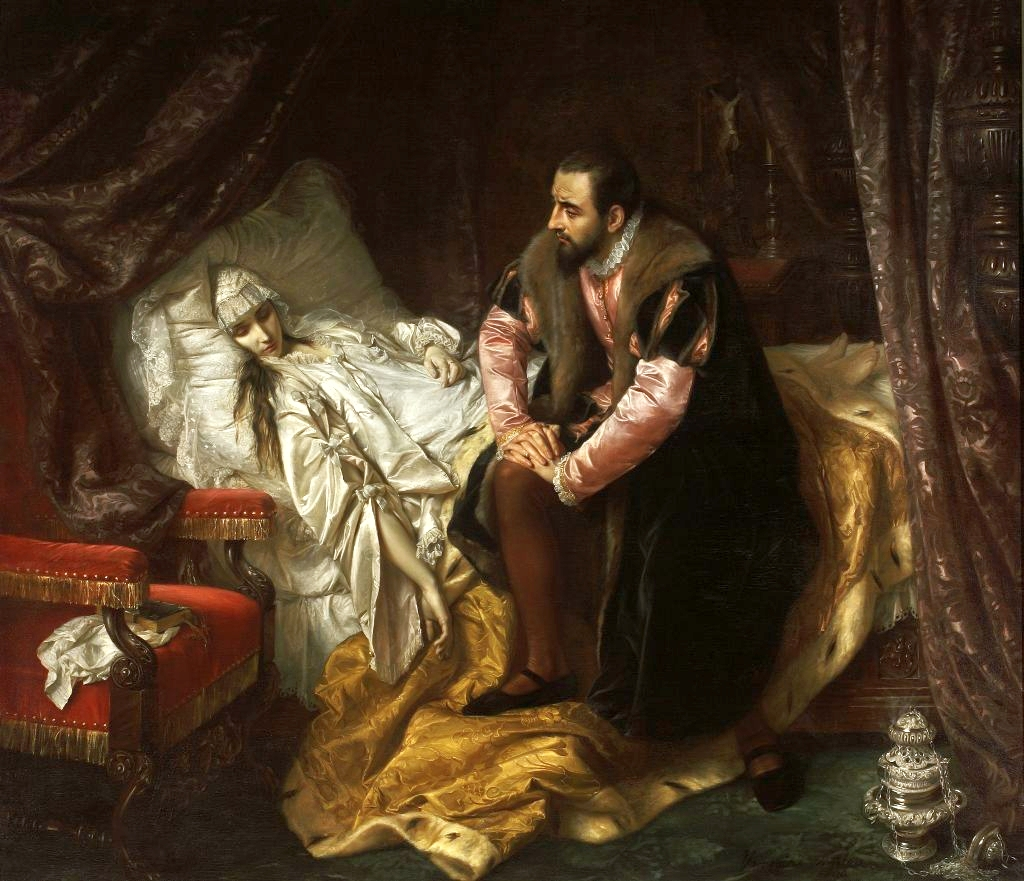
Józef Simmler, Śmierć Barbary Radziwiłłówny, 1860